# Conus imperialis
Espèce
Statut de conservation UICN

 LC  : Préoccupation mineure
Conus imperialis est une espèce de mollusques gastéropodes marins de la famille des Conidae.

## Description
- Décrit par Linné en 1758.
- Coquille épaisse et lourde. Spire très basse. Rangées de tubercules aigus sur l'arête de l'épaulement. Côtés assez droits voir légèrement concaves.
- Taille : max. 11 cm.

## Répartition
Sud et est de l’Afrique et de la Polynésie.

## Habitat
Récifs de coraux en eaux peu profondes.

## Remarque
Certaines variétés bien marquées ont été décrites comme des espèces différentes.